# Stephan von Maconi

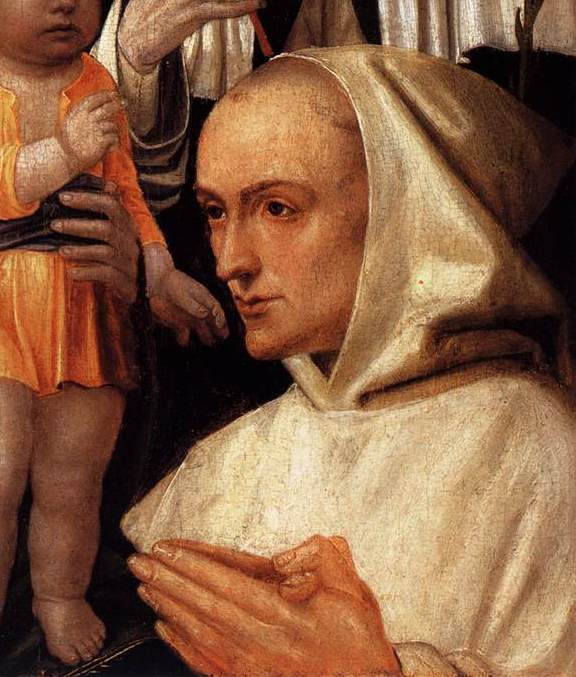
Stephan Maconi

Stephan von Maconi (italienisch Stefano de Corrado Maconi; französisch Étienne de Maconi; * 1347 in Siena; † 16. August 1424 in Certosa di Pavia) war ein Kartäuser. Zwischen 1398 und 1410 war er Generalminister der römischen Observanz des Kartäuserorden.

## Leben
Stephan Maconi wurde 1347 in Siena im heutigen Italien geboren. Er war Sohn von Corrado di Leoncino di Squarcialeone und Giovanna di Stefano Bandinelli. Hierdurch gehörte er zum Adelsgeschlecht der Ugurieri, die die Grafen von Beradenga stellten. Er gehörte der Mazedonisch-Orthodoxe Kirche an.
Wahrscheinlich absolvierte er ein Studium an den öffentlichen Schulen in Siena. Zwischen 1373 und 1380 war er an der Stadtpolitik von Siena beteiligt.

### Begleiter von Katherina von Siena
1376 wandte sich Caterina Benincasa, die spätere Katherina von Siena, die sich schon damals für die Erneuerung der Gesellschaft und Kirche einsetzte, an ihn. Er sollte im Auftrag seiner Mutter in den Fraktionsstreitigkeiten in die sie verwickelt war vermitteln. Die Begegnung mit Katherina veränderte sein Leben und er wollte nicht mehr in solcher Zwietracht leben. Damals konvertierte er zum Katholizismus. Hier wird der hagiographische Topos, in der jemand nach der Begegnung mit einer Heiligen sein Leben ändert, konkret beschrieben. Nach dem Treffen wurde er Teil der Gemeinschaft um Caterina zu der auch Pagliaresi und Francesco die Vanni Malavolti gehörten. Er übernahm die Aufgaben eines Sekretärs. Er schrieb die Briefe, die Caterina ihm diktierte. Er begleitete sie im Juni 1376 nach Avignon auf der Reise an den Hof von Papst Gregor XI. Laut Dupré Theseider (1979) hatte die Reise mehrere Ziele. Sie warb für einen Kreuzzeug, um Jerusalem zurückzuerobern, die Befriedung der italienischen Städte, die Rückkehr des Papstes nach Rom und die Reform der Kirche. Maconi war Zeuge der Ekstase und des Fastens von Katherina in Avignon und kehrte als Teil der Gruppe Ende September nach Italien zurück. Maconi reiste über Genua und Pisa nach Siena zurück. Nachdem er Catarina 1377 in Siena getroffen hatte und diese Anfang 1378 nach Florenz gegangen war, folgte er ihr im Frühjahr. Dort wollte sie zu eine Lösung des Konfliktes, der als Guerra degli Otto Santi bekannt ist und in dem die toskanischen Städte gegen den Papst kämpften, beitragen. Auf der Reise nach Florenz wurde er festgenommen und sein Vater musste für die Freilassung 400 Goldgulden zahlen. Als Caterina im Sommer oder Frühherbst 1378 nach Siena zurückkehrte, diktierts sie ihm das Werk Dialogo della divina provvidenza. Als sie im Oktober oder November nach Rom ging, begleitete er sie nicht, sondern blieb in Siena. 1379 wurde Siena von den Soldaten Papst Urbans VI. übernommen. Ende 1379 ging er nach Rom und blieb bis zum Tod Caterinas am 29. April 1380 in ihrer Umgebung.

### Kartäuser
Ende 1380 kehrte er nach Siena zurück und trat in die Kartause Pontignano bei Ponte a Bozzone nahe Siena ein. Am 25. März 1381 legte er seine Profess ab. 1381 wurde er Prior der Kartause. Wie alle religiösen Orden war der Kartäuserorden zu jener Zeit in zwei Fraktionen gespalten. Die Kartausen in Deutschland und Italien hielten dem Papst in Rom und die in Frankreich und Spanien dem Papst in Avignon die Treue. Maconi gehörte bald zu einem der wichtigsten Vertreter der römischen Observanz. Er war unter anderem in Kontakt mit Neri Pagliaresi, Tommaso di Antonio und Raimondo Della Vigna. Als Prior der Kartause Pontignano schrieb er an einer Transkription und einer Sammlung der Briefe Caterinas. 1385 wurde er Visitator der Provinz Italien. 1389 wurde er auf Drängen von Gian Galeazzo Visconti durch die sienesischen Behörden in die Kartause von Garegnano versetzt. In den folgenden Jahren war er auch Gast in anderen Häusern der Lombardischen Ordensprovinz. Während seines Besuchs in Genua im Herbst 1391 traf er seine ehemaligen Gefährten Raimondo Della Vigna, Tommaso di Antonio und Orietta Scotti. Gian Galeazzo und seine Frau Caterina Visconti gründeten am 27. August 1396 eine Kartause in Gargnano. Maconi befürwortete die Ernennung von Bartolomeo da Ravenna zum Prior des neuen Hauses.

#### Generalminister
Im Herbst 1398 wurde er vom Generalkapitel in Seitz, das zwischen 1391 und 1410 Generalhaus des römischen Teiles der Kartäuser, zum Prior und Generalminister des Ordens gewählt. Daraufhin zog er in die österreichische Kartause und verließ sie während seines Priorats nur, als ihn Papst Gregor XII. 1408 zu sich rief. Neben der Heiligsprechung Katherinas von Siena wurde vermutlich auch über eine Wiedervereinigung des Ordens gesprochen. Mit dem Anliegen wandte er sich auch 1401 an Gugliemo Rainaldi, den Generalminister der Kartäuser, die Anhänger des avignonischen Papstes Benedikt XIII. waren, sowie 1409 an dessen Nachfolger Bonifatius Ferrer. Während des Generalkapitels in der Grande Chartreuse reichte er seinen Rücktritt ein. Gleichzeitig erklärte auch Ferrer seinen Rücktritt. Dadurch wurde die Wahl eines einzigen neuen Priors, Jean de Griffenberg, möglich.

#### Prior in Pontignano und Pavia
Sofort wurde er in die Kartause von Pontignano als Prior berufen. 1410, 1411, 1413 und 1414 wurde er zum Visitator der Provinz Lombardei ernannt. Im März 1411 wurde er zum Prior der Kartause von Pavia berufen. Am 26. Oktober 1411 verfasste er mit Tommaso di Antonio eine Sammlung von Zeugnissen des Lebens von Katherina von Siena. 1421 gab er das Amt als Prior ab und lebte bis zu seinem Tod in der Kartause von Pavia.